# سابينين
سابينين هو مركب عضوي ثنائي الحلقة من مركبات أحادي التربين الطبيعية، له الصيغة الكيميائية C10H16، ويكون على شكل سائل زيتي عديم اللون له رائحة مميزة.

## الوفرة الطبيعية
يوجد السابينين طبيعياً في الزيوت العطرية لبعض النباتات مثل السنديان الأخضر والتنوب الشوحي، وكذلك في نبات المردقوش الكبير والأبهل والكبابة وفي الليم والقيصوم والهيل الأسود وشجر العرعر.
كما يعد السابينين من أحد مكونات نكهة الفلفل الأسود، ويوجد أيضاً في زيت بذر الجزر، وكذلك في جوزة الطيب.

## الخواص
يتألف المركب بنيوياً من حلقتين واحدة خماسية (حلقي البنتان) والأخرى ثلاثية (حلقي البروبان)، وهو يعاني من إجهاد الحلقة. يعد المركب مصاوغاً لمركبات الثوجين.
يوجد المركب في الشروط القياسية على شكل سائل عديم اللون، له قوام زيتي، ولا يمتزج إلا قليلاً مع الماء، لكنه يذوب في الإيثانول والإيثر الإيثيلي.

## اقرأ أيضاً
- ثوجين
- ثوجون